# Miani (Sind)
Miani (Poble Pescador) és una vila de Sind (Pakistan) a uns 10 km al nord d'Hyderabad. La població actual no consta, però el 1901 era de 962 habitants.
La seva importància deriva del fet que en aquest lloc Sir Charles Napier va derrotar el 17 de febrer de 1843 a l'exèrcit dels talpurs d'Hyderabad (Sind). Un monument commemoratiu es va erigir a la població i el nom dels oficials i soldats i morts estan inscrits en un pilar.
Vegeu: Batalla de Miani